# Małe zielone ludziki
Małe zielone ludziki – powieść science fiction Krzysztofa Borunia wydana po raz pierwszy w 1985 przez KAW (w dwóch tomach) w serii Fantazja–Przygoda–Rozrywka, zaliczana jest do gatunku fantastyki socjologicznej, politycznej, a także afrofuturystycznej i określona jako dystopia.

## Historia powstania i edycji
Powieść powstała w latach 1978–1980. Wydano ją po raz pierwszy w 1985 przez KAW (w dwóch tomach) w serii Fantazja–Przygoda–Rozrywka. W 2014 ksiązkę wydano jako ebook. W 2019 wznowiło ją wydawnictwo Stalker Books.

## Fabuła
W fikcyjnym, rasistowskim i zaawansowanym technologicznie kraju afrykańskim Duskland (panujący tam biali opracowują broń laserową i planują podbój świata w celu podporządkowania - zniewolenia - ras kolorowych) pojawia się dziwny wir nazwany Vortexem P, wywołujący halucynacje i wypaczający psychikę osób znajdujących się w pobliżu tego zjawiska. Bohaterką opowiadania jest polska studentka i emigrantka, Agnieszka Radej, aktywistka radykalnej organizacji proekologicznej (według niektórych terrorystycznej). Wir, którego istnienia nie może wyjaśnić nauka, starają się wykorzystać m.in. lokalni partyzanci walczący przeciw białym kolonizatorom. Organizacja, której jest członkiem, stara się uwolnić swoich członków, przetrzymywanych w Dusklandzie, ale ich plan zaczyna się komplikować na skutek efektów Vortexu P.

## Odbiór
Już w 1982 roku książkę zrecenzował Andrzej Niewiadomski dla „Fantastyki”. Recenzent książkę ocenił bardzo pozytywnie, pisząc, że bardzo prawdopodobnie "wejdzie [ona] do grona utworów tworzących czołówkę polskiej, powojennej fantastyki naukowej". Pochwalił "żywą, pasjonująca akcję, obfitującą w różne zwroty" (która jednak niekiedy odciąga uwagę od poważniejszych zagadnień), spójną fabułę, ciekawe opisy społeczeństwa i udaną konstrukcję powieści.
W 2014 książkę zrecenzowali dla Esensji Konrad Wągrowski i Miłosz Cybowski. Książkę uznał za poruszającą dalej aktualne tematy i ambitną, krytycznie zauważając jednak, że jest ona być może zbyt ambitna: „gdzieś w tym wszystkim jednak umyka główny sens książki, czytelnik ma problemy z nadążaniem za multum wątków i bohaterów, nie satysfakcjonuje również finał... Zbyt wiele też tu deklaratywnych wynurzeń, poglądów wygłaszanych w przydługich monologach”. Podobnie Cybowski opisał pozycję jako nostalgiczną i ambitną, niestety mającą więcej wad niż zalet, jako że „przytłaczają je sążniste [...] dialogi oraz zupełnie zbędny nadmiar niewyjaśnionych wątków”, i krytykując „brak zdecydowania autora co do tego, co powinno stanowić główny wątek opowieści” co w efekcie powoduje, że „wszystko prowadzi donikąd”.
Jarosław Loretz krytycznie zrecenzował książkę dla Esensji w 2016 r. Skrytykował wiele elementów książki, którą, przy długości ok. 600 stron, uznał za długą i określił jako „klasyczny przykład przerostu ambicji nad pisarskimi umiejętnościami”. Krytyczny był zwłaszcza co do słabo rozwiniętego wątku sensacyjnego, przytłoczonego „sążnistymi, wściekle nudnymi wywodami”, i psychologii postaci. Główną bohaterkę opisał jako „mało kobiecą”, naiwną, o „mętnych motywacjach” i „osobliwych reakcjach”.

## Analiza
Utwór zaliczany jest do gatunku fantastyki socjologicznej i politycznej (zob. fikcja polityczna). Był opisany jako dystopia.
Niewiadomski dostrzegł w książce inspiracje "Piknikiem na skraju drogi"  Arkadija i Borisa Strugackich i "Robotem"  Adama Wiśniewskiego-Snerga, a surrealistyczny styl niektórych wyjaśnień uznał za podobne do twórczości J.G. Ballarda i Philipa K. Dicka.
Według Niewiadowskiego i Antoniego Smuszkiewicza, autorów Leksykonu polskiej literatury fantastycznonaukowej (1990). w książce pojawiają się tematy takie jak „opis cywilizacji sterowanej środkami psychotropowymi oraz problematyka zagrożeń ekologicznych”. W swojej wcześniejszej recenzji, Niewiadomski zauważył, że książka wykorzystuje motyw "cudownego wynalazku", ale robi to w sposób krytyczny, patrząc w jaki sposób nieodpowiedzialne osoby czy grupy mogą nieetycznie wykorzystać potężnych środków psychotropowych do kontroli społeczeństwa. Opis zachowań różnych grup dotkniętych Vortexem uznał za jeden z "najciekawszych aspektów powieści". W pozycji dostrzegł też wątek pierwszego kontaktu z obcymi. Cybowski w 2014 zauważył, że główne motywy powieści to tematy związane z „władzą, totalitaryzmem [i] kontrolą nad społeczeństwem”.
Mariusz Maciej Leś w książce Fantastyka socjologiczna: poetyka i myślenie utopijne (2008) napisał, że „powieść Borunia to przykład sprzężenia śledztwa i intrygi, przy przewadze pierwszego z tych modeli.” Skrytykował bohaterkę, którą „przerasta fabuła.” Pisząc o książce, zauważył, że wątek sensacyjny dość szybko odchodzi na drugie miejsce, a książka staje się filozoficznym „ciągiem pozorowanych dyskusji, zamaskowanych wykładów” gdzie „paranoidalnie konstruowana wiedza przybiera postać mnożących się bez opamiętania scenariuszy” (za powstanie i kontrolowanie Vortexu P. według różnych teorii odpowiedzialni są m.in. kosmici, demony, korporacje, naukowcy, kraje Zachodnie (CIA), komunistyczne, islamskie, a także lokalne władze i ich przeciwnicy – partyzanci).
Według Dariusza Brzostka piszącego 2021 r. w Przeglądzie Kulturoznawczym, książka zawiera najbardziej szczegółowy futurystyczny opis Afryki w polskiej literaturze fantastycznej epoki PRL-u (zob. afrofuturyzm). Przedstawiony tam kraj jest w znacznej mierze inspirowany Republiką Południowej Afryki – jest opisany jako technologicznie zaawansowany, ale rasistowski, zdominowany przez białych, wykorzystujących lokalną czarną ludność (zob. apartheid). Książka krytykuje kolonializm, „nadzieję dla Afryki” przynoszą jednak czynniki zewnętrzne – tajemniczy wir, a także aktywiści z ruchów antykolonialnych i europejskich krajów socjalistyczno-komunistycznych. W tym kontekście książka jest odbiciem tego, jak Afrykę mniej lub bardziej oficjalnie widziano w tym okresie w Polsce – popierając dążenie krajów afrykańskich do niepodległości, równocześnie uważając Afrykę za rejon zacofany, i krytykując kraje zachodnie, odpowiedzialne za kolonizację Afryki, sugerując, że bardziej przyjazne dla tego kontynentu są kraje socjalistyczno-komunistyczne.